# Van (Oregon)
Van az Amerikai Egyesült Államok északnyugati részén, Oregon állam Harney megyéjében, a Farkas-völgyben elhelyezkedő önkormányzat nélküli település.
Névadója Van Middlesworth. A posta 1892 és 1953 között működött.

## Éghajlat
A település éghajlata sztyepp (a Köppen-skála szerint BSk).

## Fordítás
- Ez a szócikk részben vagy egészben  a   Van, Oregon című angol Wikipédia-szócikk ezen változatának fordításán alapul.  Az eredeti cikk szerkesztőit annak laptörténete sorolja fel. Ez a jelzés csupán a megfogalmazás eredetét és a szerzői jogokat jelzi, nem szolgál a cikkben szereplő információk forrásmegjelöléseként.